# Dagmar Hyková-Táborská
Dagmar Hyková-Táborská také Dagmar Táborsky, rozená Hyková (10. května 1935 Praha – 22. ledna 2005 Toronto) byla česká filmová střihačka, režisérka, producentka, pedagožka a herečka, od roku 1968 žijící v Kanadě.

## Život
Narodila se 10. května 1935. V 15 letech nastoupila do ateliérů Československého státního filmu na asistentskou pozici třetí střihačky. Během tohoto období spolupracovala s etablovaným střihačem Antonínem Zelenkou. Ve 21 letech pak začala působit jako hlavní střihačka v Československé televizi. Tam později působila i jako režisérka, v redakci zpravodajství. Režírovala Televizní noviny a také organizovala spoustu přímých přenosů.
Při budování své kariéry v Československé televizi dálkově studovala Filmovou a televizní fakultu Akademie múzických umění v Praze.
Byla provdaná za filmového režiséra Václava Táborského.

## Tvorba

### ČSSR
Již od začátku svého působení u filmu začala ztvárňovat menší role v několika filmech a reklamách. Neměla však velké herecké ambice, a tak se v této oblasti více neuchytila. V roce 1966 byla účastnicí autonehody vozidla štábu Československé televize. Při nehodě zemřeli dva její kolegové, zatímco ona utrpěla vážné poranění, které ji do ukončení rehabilitací bránilo vykonávat její povolání. V roce 1968 byla zahraničními zpravodajskými televizními společnostmi ORF, ZDF či BBC vyzvaná ke spolupráci. Krátce na to především kvůli okupaci Československa vojsky Varšavské smlouvy Československo opustila a emigrovala do Kanady.
Během pobytu v zahraničí stříhala všechna audiovizuální díla Emila Radoka. V roce 1975 zase film Jána Kadára s názvem Co mi táta nalhal. Stejným způsobem se podílela i na loutkových seriálech z produkce Animette Canada a na dokumentárních snímcích torontské skupiny Okno - The Window.

### Kanada
V Kanadě natáčela dokumentární filmy o etnických menšinách, nejčastěji o Inuitech a Indiánech obecně. Za dokument Vianoce – Slovak Canadian Christmas pojednávající o tématu přenášení národnostních zvyků do nového prostředí obdržela v roce 1979 ocenění s názvem Červená stuha na Festivalu etnografických filmů v New Yorku. Tento typ audiovizuálních děl také opakovaně produkovala. Zároveň vyučovala střihačskému řemeslu mladé filmaře na Conestoga College v Kitcheneru i v Humber College v Torontu.
Dne 22. ledna 2005 podlehla v Torontu rakovině. Její boj s touto nemocí byl dokonce zaznamenán v knize Život v prodlouženém čase (2007). Počínaje rokem 2005 začala FAMU udělovat talentovaným studentkám (spolu s finanční odměnou) cenu, která nese její jméno.

## Filmografie

### Střihačka (výběr)
- Circus Magic (1969)
- Co mi táta nalhal (1975)
- Energy (1982)
- Zkrocení démonů (1986)

### Herečka
- Dnes neordinuji (1948)
- Past (1950)
- Bylo to v máji (1950)
- Štika v rybníce (1951)
- Kruh (1959)
- Přátelé na moři (1959)
- Délka polibku devadesát (1965)[2]